# Sonido La Changa
Sonido La Changa es un sonidero de la Ciudad de México fundado por Ramón Rojo Villa en 1968.

## Historia
Los inicios de Sonido La Changa tienen origen cuando los tíos de Ramón Rojo, originario del barrio de Tepito, compraron una tienda de discos en el Centro Histórico de la Ciudad de México, iniciando este una colección de discos de vinilo a partir de materiales de la Sonora Matancera. 
Rojo comenzó a ser tocadiscos, es decir, una persona que amenizaba bailes usando una tornamesa, un amplificador de bulbos marca Radson, bocinas (llamadas en el ambiente sonidero "trompetas") y su colección musical de 2 discos dando paso así a la creación del sonido, nombre que gradualmente adquirieron los tocadiscos. Rojo fue apodado de niño como "La changa" por un personaje de la radionovela Chucho el Roto, popular en los años 60 y de la cual era aficionado y dio este mismo nombre a su sonido.
En los años 70 junto al sonidero Roberto Herrera "El Rolas", Ramón Rojo comenzó uno de los signos más identificables del sonidero, la intercalación de saludos a la par de la reproducción de la música. Por muchos años La Changa fue protagonista en las tocadas sonideros de la Pista Las rejas de Ciudad Nezahualcóyotl, una pista sonidera legendaria.
En la época contemporánea Sonido La Changa es uno de los sonideros más famosos y su espectáculo cuenta con un nivel de profesionalización que incluye el uso de equipos de 50 toneladas de audio profesional e iluminación para eventos masivos, mismos que transporta en dos tractocamiones en sus presentaciones en México y los Estados Unidos, en donde ha actuado en ocho estados. Su personal incluye 16 personas.
Ramón Rojo es apodado "El rey de reyes" en el ambiente sonidero, aunque frecuentemente por asimilación se le apoda "La changa".
Un gran logro para Ramón Rojo y su Sonido fue el presentarse en el festival Mexicano Vive Latino en el año 2014, algo que fue sorprendente e increíble para muchos ya que este festival se denota más por presentar a grupos del ambiente del Rock tales como El Tri, Hombres G, Banda Bostik, Zoe, entre muchos otros.
Otro logro importante es que se presentó en el festival Primavera Sound 2020 se leen nombres de figuras clásicas de la música y artistas del momento. Bad Bunny, Lana del Rey, The Strokes, Iggy Pop, Disclosure y C. Tangana son algunas de las los actos que se presentarán del 3 al 7 de junio en Barcelona. Y entre ellos aparece otro muy familiar para los mexicanos: Sonido La Changa. ￼

## Influencias
Guadalupe Reyes Salazar y su sonido La Socia fueron una gran influencia para que Ramón Rojo creara  La Changa